# Why Baby Why
Singles de George Jones
- What Am I Worth
(1956)
Singles de Charley Pride
You're So Good When You're Bad
(1982) More and More
(1983)
"Why Baby Why" est le titre d'une chanson coécrite et enregistrée dans sa version originale par George Jones. Publiée fin 1955 sur le label Starday Records et produite par le cofondateur de Starday et manager de George Jones Pappy Daily, il a atteint la 4e position des Billboard country charts (hit-parade country américain) la même année. C'est le premier single de Jones à être entré dans le hit-parade, après un certain nombre de singles publiés au cours des années précédant son intégration à Starday et qui n'ont pas rencontré un grand succès.
Le single a commencé à passer à la radio dans l'état d'origine de Jones, le Texas, la station de musique country de Houston, KIKK, la classant à la première place du hit-parade local. Leur hit-parade a été envoyé à d'autres stations, qui ont commencé à diffuser la chanson également, ce qui a permis de pallier dans une certaine mesure le fait que les capacités de distribution de Starday étaient limitées à l'échelle régionale. Son progrès dans les hits-parades sera cependant enrayé par la reprise en duo de Red Sovine et Webb Pierce, qui bénéficiera du statut de major de Decca Records et de ses capacités de distribution à l'échelle nationale, la reprise atteindra la première place du hit-parade country américain sur la période de Noël 1955–1956. La version de Jones constituera la première piste de son premier album en 1957, Grand Ole Opry's New Star.

## Texte et musique
Les textes mettent en place le thème de la chanson :
« :Lord, I can't live without you and you know it's true
But there's no livin' with you so what'll I do
I'm goin' honky tonkin', get as tight as I can
And maybe by then you'll 'preciate a good man
Tell me why baby, why baby, why baby why
You make me cry baby, cry baby, cry baby cry »
« :Seigneur, je ne peux vivre sans toi et tu sais que c'est vrai
Mais je ne peux vivre avec toi alors que faire
Je m'en vais au honky tonk, me saouler le plus possible
Et peut-être que d'ici là, tu apprécieras enfin un homme bien
Dis-moi pourquoi bébé, pourquoi bébé, pourquoi bébé pourquoi
Tu me fais pleurer bébé, pleurer bébé, pleurer bébé pleurer »
La chanson bénéficie d'un arrangement dans le style Honky tonk, énergique, emmené par un fiddle que l'on entend pendant toute la chanson. La chanson a été globalement qualifiée de classique de la « finger-pointin' cheatin' song » (« finger-pointin' » signifiant que les cordes de la guitare sont pincées, et « cheatin' song » désignant un sous-genre particulier de musique country).

## Reprises
Depuis la sortie de la version de Jones, "Why Baby Why" a été reprise par d'autres artistes, dont plusieurs versions sont aussi entrées dans le hit-parade. Jones lui-même l'a réenregistrée en duo en 1994 avec Ricky Skaggs pour l'album The Bradley Barn Sessions, un album de réenregistrements de chansons de Jones en duos.
Deux versions distinctes ont atteint la première place du hit-parade country américain, l'une des seules chansons country américaines à avoir cette distinction. Parmi les artistes à être entrés dans le hit-parade country avec cette chanson, on trouve :
- Red Sovine et Webb Pierce, n°1 en 1956[6]
- Hank Locklin, n°9 plus tard en 1956[7]
- Warren Smith et Shirley Collie, n°23 en 1961[7]
- Charley Pride, n°1 en 1983[7]
- The Good Brothers, n°20 en 1991 au Canada[8]
- Palomino Road, n°46 en 1992[9]